# Pieter Mathijs Snickers
Petrus Matthias Snickers (Róterdam, 11 de abril de 1816 - Utrecht, 2 de abril de 1895), o también Pieter Mathijs Snickers, fue un prelado católico neerlandés, obispo de Haarlem y arzobispo de Utrecht.

## Biografía
Petrus Matthias Snickers nació en Rotterdan (Países Bajos) el 11 de abril de 1816. Fue hijo de Johannes Matthias Snickers y Geertruij Maria Thoolen. Ingresó al seminario de su ciudad natal. Fue ordenado sacerdote 1841 y se desempeñó como párroco en las siguientes localidades Poeldijk, Pijnacker, Ámsterdam, Haarlem y Overveen. Además ocupó el cargo de rector del seminario de Rijsenburg (1869-1974) y vicario de la diócesis (1874-1877). 
El papa Pío IX lo nombró obispo de la diócesis de Haarlem el 31 de julio de 1877. Fue consagrado el 2 de septiembre del mismo año, de manos de Andreas Ignatius Schaepman, arzobispo de Utrecht. El 3 de abril de 1883, el papa León XIII le nombró arzobispo metropolitano para la arquidiócesis de Utrecht. Durante su episcopado fue significativo su apoyo moral a los movimientos políticos y sociales de la nación, convirtiéndose en un apoyo para el sacerdote Alfons Ariëns del movimiento obrero católico holandés. El prelado murió el 11 de julio de 1895.